# Bob Dylan-diszkográfia
Ez a lap Bob Dylan amerikai énekes, dalszerző zenei kiadványainak diszkográfiája. A zenésznek összesen 34 stúdióalbuma, 58 kislemeze, 13 koncertalbuma és 14 válogatásalbuma jelent meg.

## Stúdióalbumok
| Cím                           | Év   | Helyezés (USA)      | Helyezés (UK) |
| ----------------------------- | ---- | ------------------- | ------------- |
| Bob Dylan                     | 1962 |                     | UK #13        |
| The Freewheelin'              | 1963 | US #22 (platina)    | UK #1         |
| The Times They Are A-Changin' | 1964 | US #20 (aranylemez) | UK #4         |
| Another Side of Bob Dylan     | 1964 | US #43 (aranylemez) | UK #8         |
| Bringing It All Back Home     | 1965 | US #6               | UK #1         |
| Highway 61 Revisited          | 1965 | US #3 (platina)     | UK #4         |
| Blonde on Blonde              | 1966 | US #9 (2x platina)  | UK #3         |
| John Wesley Harding           | 1967 | US #2               | UK #1         |
| Nashville Skyline             | 1969 | US #3 (platina)     | UK #1         |
| Self Portrait                 | 1970 | US #4 (aranylemez)  | UK #1         |
| New Morning                   | 1970 | US #7 (aranylemez)  | UK #1         |
| Pat Garrett & Billy the Kid   | 1973 | US #16 (aranylemez) | UK #29        |
| Dylan                         | 1973 | US #17 (aranylemez) | –             |
| Planet Waves                  | 1974 | US #1 (aranylemez)  | UK #7         |
| Blood on the Tracks           | 1975 | US #1 (2× platina)  | UK #4         |
| The Basement Tapes            | 1975 | US #7 (aranylemez)  | UK #8         |
| Desire                        | 1976 | US #1 (platina)     | UK #3         |
| Street Legal                  | 1978 | US #11 (aranylemez) | UK #2         |
| Slow Train Coming             | 1979 | US #3 (platina)     | UK #2         |
| Saved                         | 1980 | US #24              | UK #3         |
| Shot of Love                  | 1981 | US #33              | UK #6         |
| Infidels                      | 1983 | US #20 (aranylemez) | UK #9         |
| Empire Burlesque              | 1985 | US #33              | UK #11        |
| Knocked Out Loaded            | 1986 | US #53              | UK #35        |
| Down in the Groove            | 1988 | US #61              | UK #32        |
| Oh Mercy                      | 1989 | US #30              | UK #6         |
| Under the Red Sky             | 1990 | US #38              | UK #13        |
| Good as I Been to You         | 1992 | US #51              | UK #18        |
| World Gone Wrong              | 1993 | US #70              | UK #35        |
| Time Out of Mind              | 1997 | US #10 (platina)    | UK #10        |
| “Love and Theft“              | 2001 | US #5 (aranylemez)  | UK #3         |
| Modern Times                  | 2006 | US #1               | UK #3         |
| Together Through Life         | 2009 |                     |               |
| Christmas in the Heart        | 2009 |                     |               |
| Tempest                       | 2012 |                     |               |
| Shadows in the Night          | 2015 |                     |               |
| Fallen Angels                 | 2016 |                     |               |
| Triplicate                    | 2017 |                     |               |
| Rough and Rowdy Ways          | 2020 |                     |               |
| Shadow Kingdom                | 2023 |                     |               |

## Válogatásalbumok, The Bootleg Series
| Cím                                                                             | Év   | Helyezés (USA)       | Helyezés (UK) |
| ------------------------------------------------------------------------------- | ---- | -------------------- | ------------- |
| Bob Dylan’s Greatest Hits Vol. II                                               | 1971 | US #14 (5× platina)  | UK #12        |
| Masterpieces                                                                    | 1978 | –                    | –             |
| Biograph                                                                        | 1985 | US #33 (platina)     | –             |
| The Bootleg Series Volumes 1-3 (Rare & Unreleased) 1961-1991                    | 1991 | US #49 (aranylemez)  | UK #32        |
| Bob Dylan’s Greatest Hits Volume 3                                              | 1994 | US #126 (aranylemez) | –             |
| The Bootleg Series Vol. 4: Bob Dylan Live 1966, The "Royal Albert Hall" Concert | 1998 | US #31 (aranylemez)  | UK #19        |
| The Essential Bob Dylan                                                         | 2000 | US #67 (platina)     | UK #9         |
| The Bootleg Series Vol. 5: Bob Dylan Live 1975, The Rolling Thunder Revue       | 2002 | US #56 (aranylemez)  | UK #69        |
| The Bootleg Series Vol. 6: Bob Dylan Live 1964, Concert at Philharmonic Hall    | 2004 | US #28               | UK #33        |
| The Bootleg Series Vol. 7: No Direction Home: The Soundtrack                    | 2005 | US #16 (aranylemez)  | UK #21        |
| DYLAN                                                                           | 2007 | még nem jelent meg   |               |

## Koncertalbumok
| Cím                                      | Év   | Helyezés (USA)      | Helyezés (UK) |
| ---------------------------------------- | ---- | ------------------- | ------------- |
| Before the Flood                         | 1974 | US #3 (platina)     | UK #8         |
| Hard Rain                                | 1976 | US #17 (aranylemez) | UK #3         |
| Bob Dylan at Budokan                     | 1979 | US #13 (aranylemez) | UK #4         |
| Real Live                                | 1984 | US #115             | UK #54        |
| Dylan & The Dead                         | 1989 | US #37 (aranylemez) | UK #38        |
| The 30th Anniversary Concert Celebration | 1993 | US #40 (aranylemez) | –             |
| MTV Unplugged                            | 1995 | US #23 (aranylemez) | UK #10        |
| Live at The Gaslight 1962                | 2005 | –                   | –             |
| Live at Carnegie Hall 1963               | 2005 | –                   | –             |